# سه آسیاب (کوهدشت)
سه آسیاب یک روستا در ایران است که در دهستان کوهدشت جنوبی شهرستان کوهدشت واقع شده‌است. سه آسیاب ۲۳۶ نفر جمعیت دارد.